# Sám hối

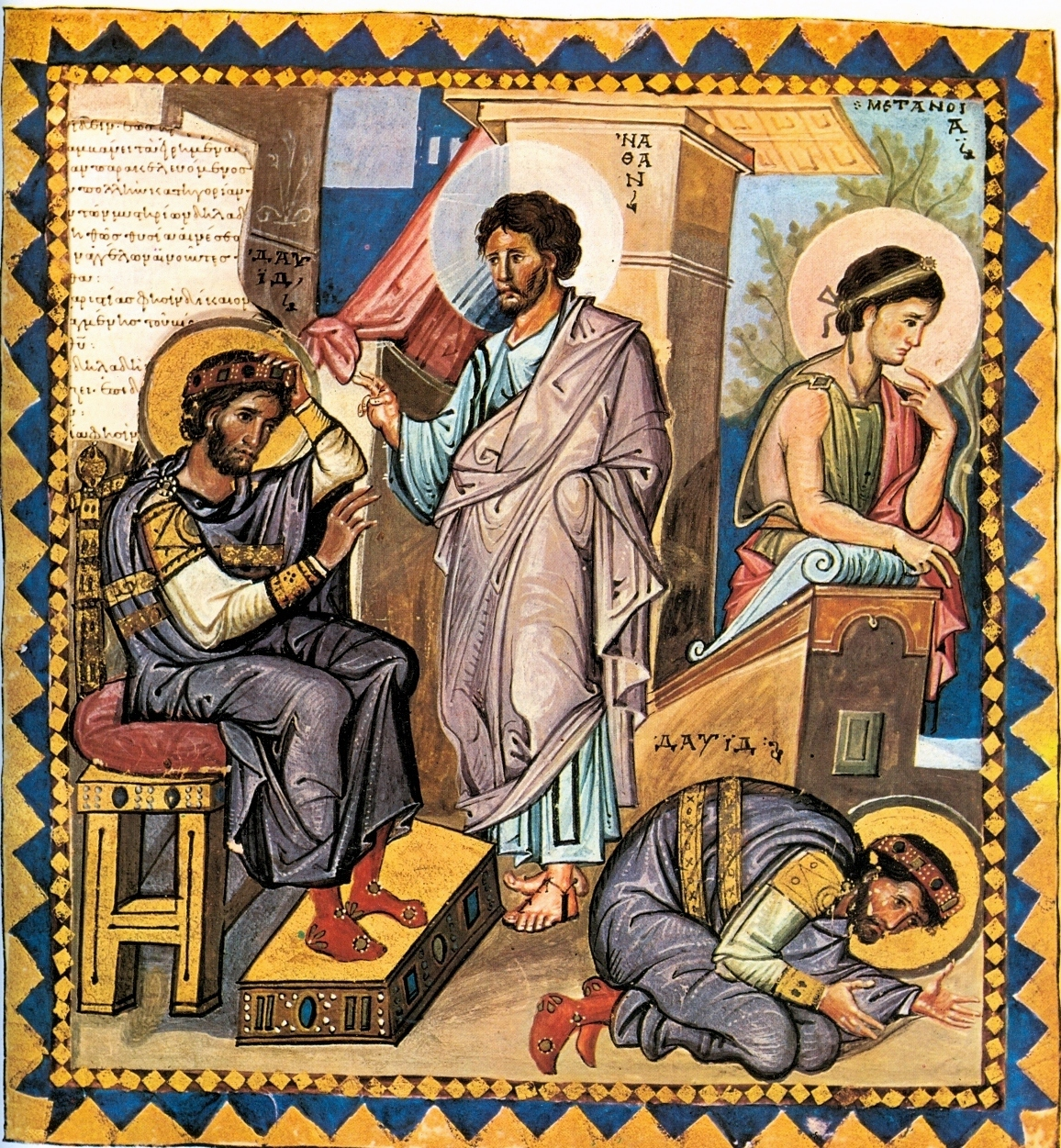
Sự trách móc của Nathan và sự xám hối của Vua David (Thi thiên Paris, thế kỷ thứ 10).

Sự sám hối hay còn được gọi là sự ăn năn hoặc sự thống hối là việc một người ăn năn tội lỗi của mình, và cũng được dùng trong tên gọi của Bí tích Sám hối (cũng được gọi là Bí tích Hòa giải / Giải tội) của Công giáo.
Sự sám hối xuất phát một từ trong tiếng Latinh là poenitentia, có nghĩa là sự ăn năn, mong muốn được tha thứ, hay sự hối hận: trong nhiều ngôn ngữ, chỉ có một từ duy nhất để chỉ những ý này. Sám hối và ăn năn theo nghĩa ban đầu của chúng cũng tương tự như vậy. Sau những tranh cãi về giá trị của "đức tin" và "việc làm lành", chúng được cho là những quan điểm trái ngược nhau. Ngoài ra thuật ngữ sám hối còn xuất hiện trong những tôn giáo như Phật giáo, Hồi giáo.

## Kitô giáo
Bí tích Hòa giải, còn được gọi là sự sám hối hay xưng tội, là một bí tích của Giáo hội Công giáo La Mã.
Nghi thức xưng tội là một hình thức để những người công giáo kiểm lại những tội lỗi mà mình đã phạm cùng sự sám hối, ăn năn. Bi tích hoà giải sẽ giúp người xưng tội thông công với Chúa về việc sám hối của mình.
Có thể ví việc phạm tội như việc đóng một cây đinh vào thanh gỗ. Khi xưng tội hay thành tâm sám hối sẽ giống như việc rút cây đinh đi, nhưng trên thanh gỗ thì vẫn còn vết lổ đinh. Đó là cái vạ và hậu quả mà người phạm tội sẽ phải gánh chịu sau này.
Người xưng tội phải thú nhận, hoặc kể ra tội lỗi của họ với một linh mục hoặc Giám mục Công giáo. Đây là một việc riêng tư, vì vậy không một ai khác nghe những gì người nhận bí tích nói với linh mục.
Các linh mục ngồi tòa giải tội không được phép kể cho bất kỳ ai về những gì họ nghe được, bất kể lý do. Trong trường hợp giải tội tập thể, bất cứ ai nghe những gì người xưng tội nói với linh mục cũng không được nói cho ai biết những gì mình đã nghe.
Người Công giáo có thể đến với bí tích này thường xuyên đến mức nào tùy ý họ. Mỗi người Công giáo phải tham dự bí tích này ít nhất một lần trong năm.